# Chamímyrpitta
Chamímyrpitta (Grallaria alvarezi) är en nyligen beskriven fågelart i familjen myrpittor inom ordningen tättingar.

## Utseende och läte
Chamímyrpittan är en medelstor myrpitta med långa ben och kort stjärt. Fjäderdräkten är genomgående mörkt kastanjebrun. Bland lätena hörs ett tvärt "pit-brrr" liksom en fallande drill som varar i cirka tre sekunder.

## Utbredning och systematik
Arten förekommer i Sydamerika, i västra Colombia från nordvästra Antioquia till nordvästra Cauca. Den behandlas traditionellt som en del av Grallaria rufula, men beskrevs 2020 som eget taxon och egen art baserat på studier.

## Levnadssätt
Chamímyrpittan hittas i höglänta molnskogar. Den håller sig vanligen på marken i skogens mörka undervegetation. Där är den svår att få syn på, men kan ibland sätta sig högre upp, framför allt under sången.

## Status
IUCN erkänner den ännu inte som art, varför dess hotstatus formellt inte fastställts.